# Bouhlou
Bouhlou (franska: Bouhlou (CR), Bouhlou (Commune Rurale), arabiska: الدردارة) är en kommun i Marocko.   Den ligger i provinsen Taza och regionen Fès-Meknès, i den nordöstra delen av landet, 230 km öster om huvudstaden Rabat. Antalet invånare är 9 259.